# Geham National Park
Geham National Park är en park i Australien. Den ligger i delstaten Queensland, omkring 98 kilometer väster om delstatshuvudstaden Brisbane. Geham National Park ligger 636 meter över havet.
Runt Geham National Park är det glesbefolkat, med 10 invånare per kvadratkilometer.. Närmaste större samhälle är Wilsonton Heights, omkring 20 kilometer sydväst om Geham National Park.
I omgivningarna runt Geham National Park växer i huvudsak städsegrön lövskog. Genomsnittlig årsnederbörd är 1 106 millimeter. Den regnigaste månaden är januari, med i genomsnitt 235 mm nederbörd, och den torraste är september, med 31 mm nederbörd.